# Przeciąganie pod kilem

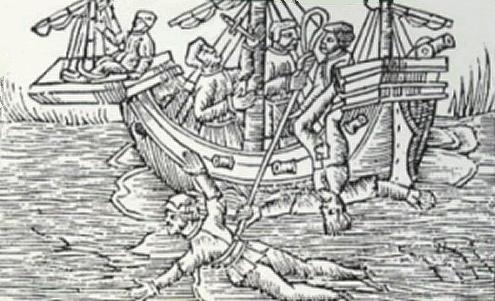
Przeciąganie pod kilem przestawione na drzeworycie z XV lub XVI w.

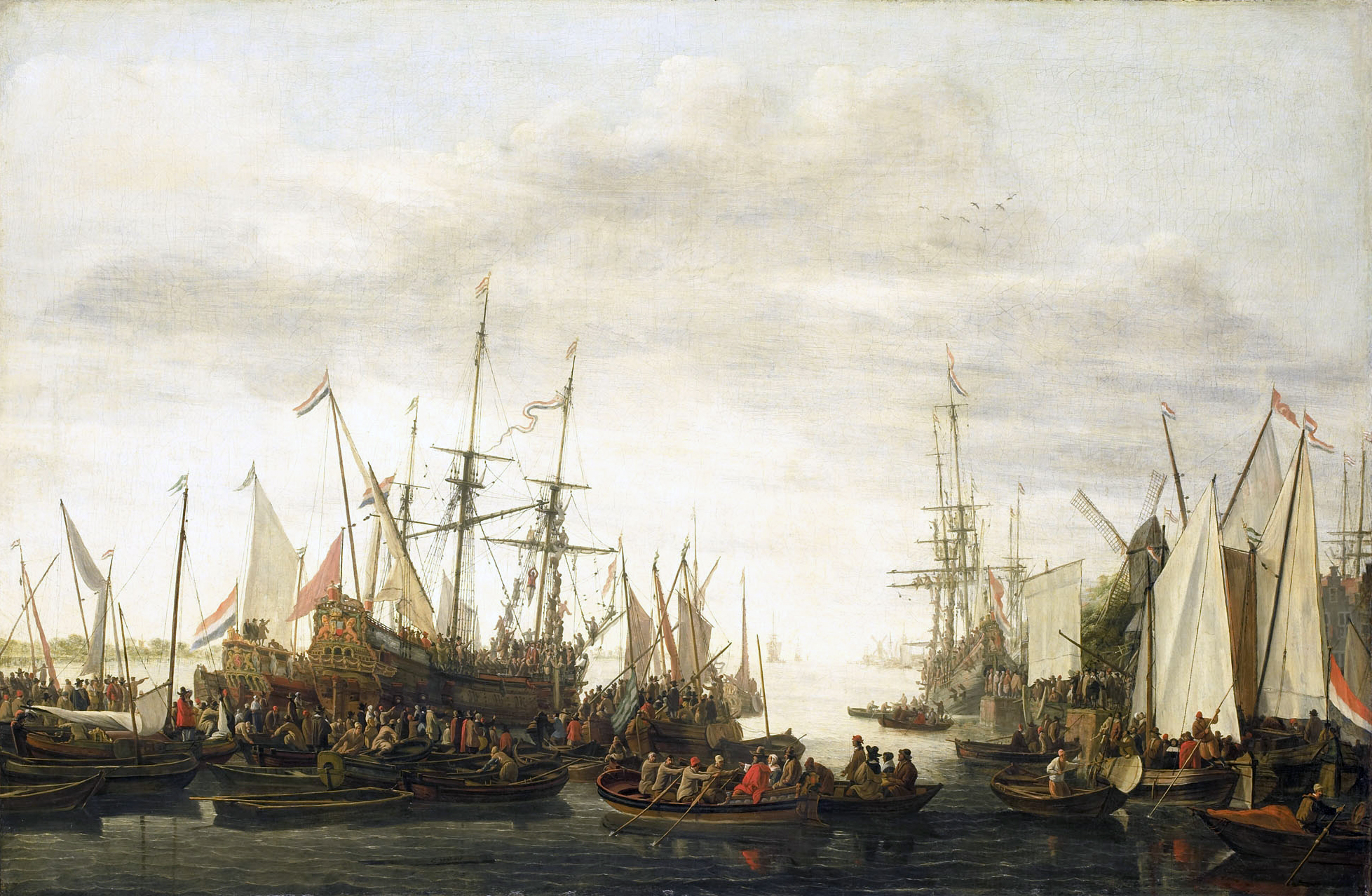
Przeciąganie pod kilem lekarza floty admirała Jana van Nes, obraz Lieve Petersza Verschuiera, k. XVII w.

Przeciąganie pod kilem – jedna z najokrutniejszych kar stosowanych na dawnych żaglowcach a jej stosowanie sięga czasów starożytności. Kara ta w marynarkach Holandii, Wielkiej Brytanii i Francji została zniesiona dopiero odpowiednio w 1853, 1720 i 1750. 
Polegała na skrępowaniu kończyn skazanego, a następnie przeciągnięciu go za pomocą liny z burty na burtę pod dnem (kilem) statku.
Ciało skazańca było pocięte od ocierania o ostre krawędzie muszli skorupiaków, pokrywających podwodną część kadłuba i jeżeli nie utonął podczas przeciągania, to umierał często z powikłań zakażonych ran. 
Na ogół była to kara zwyczajowa, wykonanie której zarządzał kapitan. 